# Широкодолинский сельский совет
Широкодолинский сельский совет (укр. Широкодолинська сільська рада) — входит в состав Великобагачанского района Полтавской области Украины.
Административный центр сельского совета находится в 
с. Широкая Долина.

## История
- 1921 — дата образования.

## Населённые пункты совета
- с. Широкая Долина
- с. Бехтерщина
- с. Суржки

## Ликвидированные населённые пункты совета
- с. Багачка
- с. Павелковщина